# 索科特拉野石榴
索科特拉野石榴（學名：Punica protopunica）是一種石榴屬植物。它們是索科特拉島的特有種。生長在亞熱帶或熱帶的乾旱森林。
索科特拉野石榴估計保留了其唯一同属近亲石榴（P. granatum）共同祖先的一些祖征。它們呈的花朵呈粉紅色及較石榴的細小，果實也不怎麼甜。成熟時的果實呈黃綠色。